# IC 3436
IC 3436 ist eine linsenförmige Galaxie vom Hubble-Typ S0 im Sternbild  Coma Berenices am Nordsternhimmel. Sie ist schätzungsweise 38 Millionen Lichtjahre von der Milchstraße entfernt.
Das Objekt wurde am 7. Mai 1904 von Royal Harwood Frost entdeckt.